# Basler Sportclub Old Boys 2015-2016
Questa voce raccoglie le informazioni riguardanti il Basler Sportclub Old Boys nelle competizioni ufficiali della stagione 2015-2016.

## Rosa
Aggiornata alla fine della stagione.
| N. |                     | Ruolo | Calciatore             |
| -- | ------------------- | ----- | ---------------------- |
| 1  | Svizzera (bandiera) | P     | Sven Ramseyer          |
| 27 | Serbia (bandiera)   | P     | Danko Savanović        |
| 31 | Germania (bandiera) | P     | Sandro Keller          |
| 2  | Brasile (bandiera)  | D     | Tiago Lopes            |
| 3  | Turchia (bandiera)  | D     | Kaan Sevinç            |
| 5  | Francia (bandiera)  | D     | Sylvain Meslien        |
| 6  | Svizzera (bandiera) | D     | Kevin Mahrer           |
| 7  | Svizzera (bandiera) | D     | Vincent Leuthard       |
| 12 | Svizzera (bandiera) | D     | Tibeiro Vogrig         |
| 21 | Svizzera (bandiera) | D     | Rafael Fonseca         |
| 22 | Germania (bandiera) | D     | Berat Ozan             |
| 23 | Svizzera (bandiera) | D     | Loïc Limanaj           |
| 25 | Svizzera (bandiera) | D     | Luis Alfredo Gutierrez |
|    | Svizzera (bandiera) | D     | Mihael Kovačević       |

| N. |                               | Ruolo | Calciatore       |
| -- | ----------------------------- | ----- | ---------------- |
| 4  | Turchia (bandiera)            | C     | Serkan Şahin     |
| 8  | Macedonia del Nord (bandiera) | C     | Muhamed Demiri   |
| 14 | Kosovo (bandiera)             | C     | Betim Bislimi    |
| 15 | Svizzera (bandiera)           | C     | Enes Golos       |
| 16 | Svizzera (bandiera)           | C     | Florian Müller   |
| 17 | Svizzera (bandiera)           | C     | Valentin Mbarga  |
| 19 | Kosovo (bandiera)             | C     | Mergim Ahmeti    |
| 20 | Svizzera (bandiera)           | C     | Onur Akbulut     |
| 24 | Italia (bandiera)             | C     | Giuseppe Morello |
|    | Svizzera (bandiera)           | C     | Florian Boss     |
| 9  | Germania (bandiera)           | A     | Karim Barry      |
| 15 | Stati Uniti (bandiera)        | A     | Chad Bartlomé    |
| 18 | Svizzera (bandiera)           | A     | Pascal Rietmann  |